# Lillvallssjön
Lillvallssjön är en sjö i Hudiksvalls kommun i Hälsingland och ingår i Ljusnans huvudavrinningsområde. Sjön är 10 meter djup, har en yta på 1,13 kvadratkilometer och befinner sig 267 meter över havet. Sjön avvattnas av vattendraget Isteån (Bogårdsån).

## Delavrinningsområde
Lillvallssjön ingår i det delavrinningsområde (683924-154141) som SMHI kallar för Utloppet av Lillvallssjön. Medelhöjden är 307 meter över havet och ytan är 9,6 kvadratkilometer. Räknas de 2 avrinningsområdena uppströms in blir den ackumulerade arean 17,71 kvadratkilometer. Isteån (Bogårdsån) som avvattnar avrinningsområdet har biflödesordning 2, vilket innebär att vattnet flödar genom totalt 2 vattendrag innan det når havet efter 106 kilometer. Avrinningsområdet består mestadels av skog (71 procent). Avrinningsområdet har 1,12 kvadratkilometer vattenytor vilket ger det en sjöprocent på 11,7 procent.